# Gare d’Auxerre-Saint-Gervais
Gare d’Auxerre-Saint-Gervais vasútállomás Franciaországban, Auxerre településen.

## Vasútvonalak
Az állomást az alábbi vasútvonalak érintik:
- Laroche-Migennes-Cosne-vasútvonal

## Kapcsolódó állomások
A vasútállomáshoz az alábbi állomások vannak a legközelebb:
- Gare d’Augy - Vaux (Gare de Corbigny)
- Gare d’Augy - Vaux (Gare d’Avallon)
- Gare de Laroche - Migennes (Paris Gare de Bercy)
- Gare de Monéteau - Gurgy